# Susanne Beckman
Susanne Beckman, född 3 augusti 1944 i Lidingö församling i Stockholms län, är en svensk konstnär, grafisk designer och scenograf.
Susanne Beckman är dotter till Anders Beckman, grundare av Beckmans reklam- och designskola, och hans hustru konstnären Carin Beckman. Hon är syster till inredningsarkitekten Catherine Beckman och mönsterskaparen Brim Winlöf samt mor till formgivaren Agnès Rosa Beckman Carling. Hon studerade grafisk design 1963-1966 vid Beckmans därefter studerade hon mönstrad design för Göta Trägårdh. Under 1967 studerade hon vid scenografiutbildningen som arrangerades av Sveriges television och var därefter verksam som scenograf vid TV. Hon har medverkat i ett stort antal samutställningar i Sverige och utomlands, separat har hon ställt ut i bland annat Stockholm, Göteborg, Halmstad, Malmö och Paris.
Bland hennes arbeten märks mönstret Catalan för Gamlestaden, för textilföretaget Strömma skapade hon mönstret Vision som blev en storsäljare både i Sverige och utomlands.
Beckman finns representerad vid bland annat Designarkivet.